# Saint-Denis-d'Oléron
Saint-Denis-d'Oléron é uma comuna francesa na região administrativa da Nova Aquitânia, no departamento de Charente-Maritime. Estende-se por uma área de 11,75 km². Em 2010 a comuna tinha 1 324 habitantes (densidade: 112,7 hab./km²).